# Achmied Tażudinow
Achmied Magomiedowicz Tażudinow (ros. Ахмед Магомедович Тажудинов; ur. 25 stycznia 2003) – rosyjski, a od 2022 roku bahrajński zapaśnik, dagestańskiego pochodzenia, walczący w stylu wolnym. Złoty medalista olimpijski z Paryża 2024 w kategorii 97 kg. Triumfator mistrzostw świata w 2023 roku. 
Złoty medalista igrzysk azjatyckich w 2022, a także mistrzostw Azji w 2023 i 2024. Mistrz arabski w 2022. Trzeci na mistrzostwach Rosji w 2022 roku.